# 池田胜
池田胜（英語：Masaru Ikeda, 1942年9月27日—）是一位日本男演员和声优。

## 生平
1942年出生于东京都，后毕业于东京都立第五商业高等学校。属于東京俳優生活協同組合演艺事务所。最出名是小双侠和樱花大战系列中的角色。